# Jack Little
John "Jack" David Cobain Little – australijski zapaśnik walczący w stylu wolnym. Srebrny medalista igrzysk wspólnoty narodów w 1950; uczestnik zawodów w 1962 roku.